# Puits des Tines
Le Puits des Tines est une cascade du Séran ainsi qu'un site pittoresque située sur le territoire de la commune de Champagne-en-Valromey — à proximité du hameau de Lilignod — dans le département de l'Ain en France,.